# 大佐和町
大佐和町（おおさわまち）とは、千葉県君津郡にかつて存在した町である。現在の富津市の北部に位置している。
旧大貫町と佐貫町の和を願った合成地名、瑞祥地名の一種のため、現在の地名としては存在せず、現在も名をとどめているのは富津警察署大佐和駐在所などわずかである。また、もともと地勢的にも大貫地区と佐貫地区に分かれているため、大佐和地区という括りも、他の旧市町村に比べてあまり用いられない。

## 歴史
昭和の大合併で、当初は大貫町、佐貫町、富津町の3町合併案が取り上げられたが、合併の見通しがつかないまま、青堀町、君津町、飯野村、貞元村、周南村の5町村を加えた8町村合併案に発展した。しかし、この案は非現実的として、富津町、大貫町、佐貫町、青堀町、飯野村の5町村合併案が検討されることとなった。この案は8町村合併案より実現可能性が高いと考えられたが、関係町村間で意見が一致せず、その間に富津町、青堀町、飯野村の3町村合併が確定し、最終案として大貫町、佐貫町の2町合併案が決定した。
しかし、「佐貫町」の名称を存続すべしと主張する佐貫町側と、「大貫町」を主張する大貫町側との意見が対立し、佐貫町側から妥協案として「大佐貫町」案が提案されたが、大貫町側が同意せず、「大佐和町」とすることで一致した。
1955年2月9日、両町議会はいずれも満場一致で合併案を議決したが、その際附帯事項として「本合併の規模は、いまだ満足すべきではないと思われるので将来四隣町村との協議により理想的大規模の合併を切に念願するものである」旨が議決されている。本町の新設はもともと暫定的であったことが窺える。

### 沿革
- 1955年（昭和30年）3月30日 - 大貫町、佐貫町が合併して新設。
- 1971年（昭和46年）4月25日 - 富津町、天羽町と合併し、改めて富津町を新設。同日大佐和町廃止。
- 1971年（昭和46年）9月1日 - 富津町が市制施行し、富津市となる。

## 交通

### 鉄道
- 国鉄（現JR東日本）
  - 房総西線：大貫駅 - 佐貫町駅

### 道路
- 房総街道（現国道127号）